# Žan Marolt
Žan Marolt, né le 25 septembre 1964 à Sarajevo et mort le 11 juillet 2009 dans la même ville, est un acteur bosnien.

## Biographie
Acteur régulier du Kamerni teatar 55, il joue aussi à la télévision (Lud, zbunjen, normalan) et au cinéma.

## Filmographie
- 1987 : Strategija svrake
- 1988 : Vanbračna putovanja
- 1991 : Operacija Cartier
- 1997 : Elvis
- 1999 : Jours tranquilles à Sarajevo
- 2000 : Tunel
- 2000 : Mliječni put
- 2004 : Nema problema
- 2005 : Dobro uštimani mrtvaci
- 2006 : Warchild
- 2007 : The Hunting Party
- 2007 : Teah
- 2010 : Ostavljeni